# Руда-Мала
Руда-Мала (пол. Ruda Mała) — село в Польщі, у гміні Коваля Радомського повіту Мазовецького воєводства.
Населення — 376 осіб (2011).
У 1975-1998 роках село належало до Радомського воєводства.

## Демографія
Демографічна структура станом на 31 березня 2011 року:
|          | Загалом | Допрацездатний вік | Працездатний вік | Постпрацездатний вік |
| -------- | ------- | ------------------ | ---------------- | -------------------- |
| Чоловіки | 195     | 49                 | 126              | 20                   |
| Жінки    | 181     | 42                 | 98               | 41                   |
| Разом    | 376     | 91                 | 224              | 61                   |